# حاسي مخنز (الروابح)
حاسي مخنز هو دُوَّار يقع بجماعة لبخاتة، إقليم جرادة، جهة الشرق في المملكة المغربية. ينتمي الدوّار لمشيخة الروابح التي تضم دوارين. يقدر عدد سكانه بـ 559 نسمة حسب الإحصاء الرسمي للسكان والسكنى لسنة 2004.

## روابط خارجية
- البوابة الوطنية للجماعات الترابية نسخة محفوظة 12 مارس 2018 على موقع واي باك مشين.
- المندوبية السامية للتخطيط